# جاري توتورو
جاري توتورو (باليابانية: (となりのトトロ، توناري نو توتورو) و(بالإنجليزية: My Neighbor Totoro)‏ فيلم رسوم متحركة ياباني (أنمي) أنتج عام 1988 من تأليف وإخراج هاياو ميازاكي فيما قام بتنفيذ الرسوم الكرتونية إستديو جيبلي. يحكي الفيلم قصة الطفلتين (ساتسوكي وأختها مي) ابنتي أستاذ جامعي ومغامراتهما مع أرواح الغابة الخيالية في بيت ريفي تنتقل العائلة إليه لتكون قريبة من الأم التي ترقد في المستشفى.
شخصية توتورو استخدمت لاحقاً لتكون شعارا لأستديو جيبلي.

## القصة
في اليابان سنة 1958، أستاذ جامعي تاتسو كوساكابي وطفلتيه ساتسوكي ومي ينتقلون لبيت قديم ليكونوا بالقرب من المشفى الذي تتعافى فيه الأم ياسوكو من مرض طويل. تجد البنتان أن البيت مأهول بكائنات سخامية صغيرة ومظلمة وشبيهة بالغبار، وعندما تبدأ الطفلتان بالتأقلم في البيت الجديد والضحك مع أبيهما، تبدأ الكائنات السخامية بترك المنزل مدفوعة بعيدا مع الرياح، في معنى ضمني بأنها ذاهبة للبحث عن بيت خال آخر.

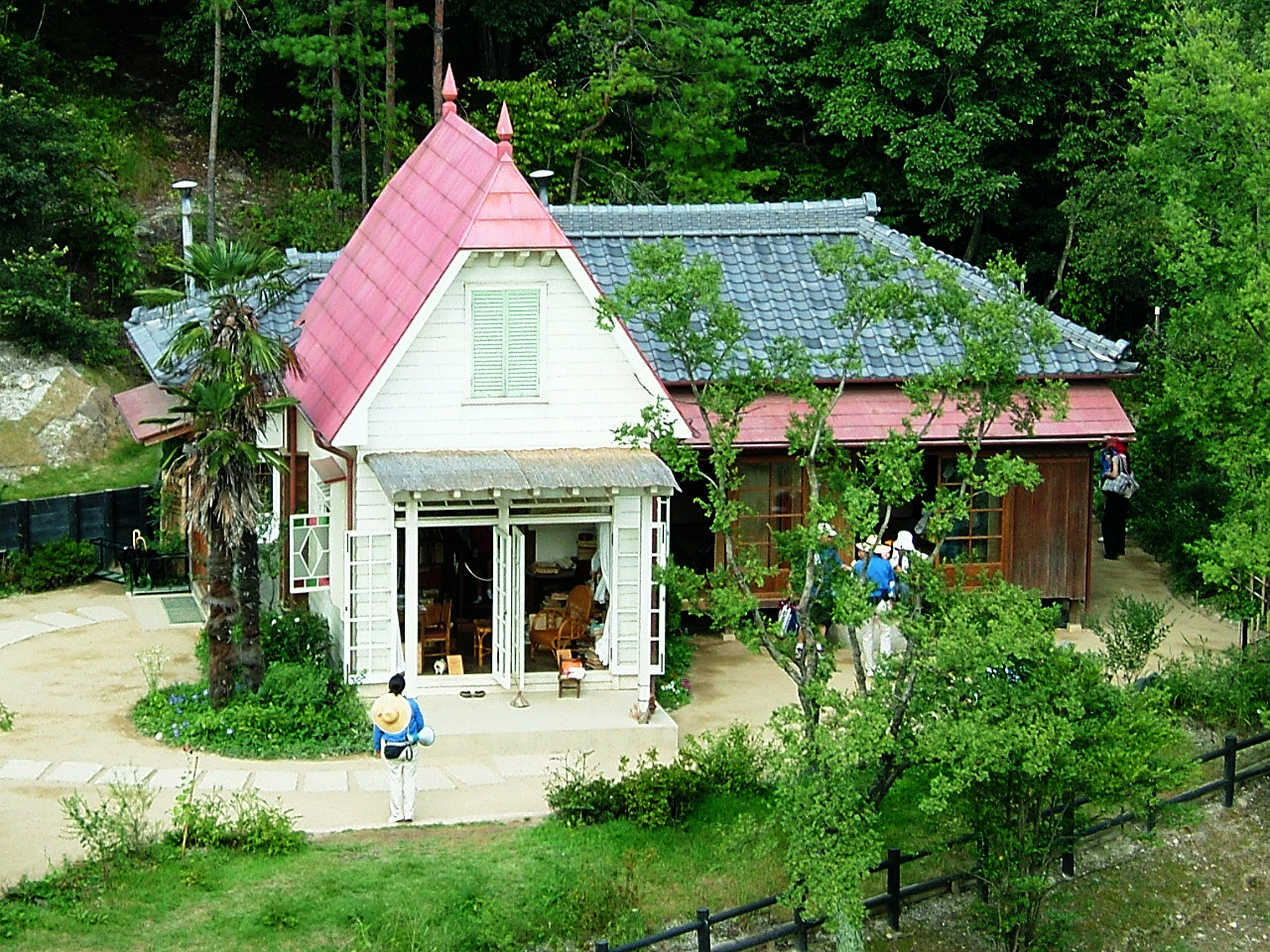
نموذج لمنزل العائلة في فيلم جاري توتورو، المعرض الياباني إكسبو 2005

وفي أحد الأيام، تشاهد مي الصغيرة كائنين أبيضين مثل الأرانب يمشيان في العشب وهي تتبع آذانهما تحت المنزل لتكتشف هذه الكائنات السحرية التي تقودها خلال الغابة المجاورة إلى جوف شجرة كافور عملاقة. وهناك تقابل وتصادق نسخة ضخمة من صنف هذه الكائنات الغريبة، والتي تعرف نفسها مستخدمة سلسلة من أصوات الهدير التي تفسرها هي بكلمة «توتورو».
تغط مي نائمة على هذا التوتورو العملاق، وعندما تجدها أختها ساتسوكي، تجدها على الأرض وسط الأغصان الكثيفة. ورغم محاولاتها الكثيرة تعجز مي عن إظهار شجرة توتورو لعائلتها. يطمئنها أبوها بالقول أن هؤلاء هم «حراس الغابة» وأن توتورو سيكشف عن نفسه وقتما أراد ذلك.
وفي ليلة ماطرة، تنتظر البنتان حافلة أبيهما ويزداد قلقهما عندما لا تصل في موعدها المعتاد. بينما ينتظران، تغفو مي على ظهر أختها ساتسوكي ويظهر توتورو مجددا، متيحا لساتسوكي بأن تراه للمرة الأولى. يقف توتورو وعلى رأسه ورقة شجر تحميه من المطر، ولذا تعرض عليه ساتسوكي أن يستخدم مظلة معها كانت قد أحضرتها لوالدها. يبتهج توتورو للمظلة وللصوت الذي تحدثه قطرات المطر الساقطة عليها. في المقابل، يعطيها توتورو حزمة من البذور. حينها تصل للموقف حافلة على شكل قط عملاق، ثم يصعد توتورو للحافلة آخذا المظلة معه. بعد ذلك بقليل، تصل الحافلة التي تقل والد ساتسوكي ومي.
تزرع الطفلتان البذور التي أهداها توتورو أمام المنزل الريفي، وبعد أيام قليلة تصحوان منتصف الليل حيث وجدتا توتورو ومعه صغيران من جنسه يؤدون رقصة احتفالية حول تلك البذور. تشارك البنتان وتبدأ البذور بالتبرعم والنمو والتشابك لتتحول إلى شجرة ضخمة، فيأخذ توتورو الجميع ويطير لأعلى الشجرة وفي الصباح تكون الشجرة قد اختفت لكن البذور قد نمت إلى براعم.
وفي أحد الأيام، تكتشف البنتان أن زيارة مجدولة لأمهما ساتسوكي قد أُجلت بسبب تأخر في علاجها، تبدو ساتسوكي قلقةً وغاضبة، فتصرخ في وجه أختها الصغيرة مي، فتخرج الطفلة مي آخذة معها حبة ذرة طازجة هائمة تريد إيصالها لأمها.
تكتشف ساتسوكي اختفاء مي، فتخرج للبحث عنها ويساعدها في ذلك أهل القرية.

## الإطلاق
بعد كتابة واخراج ناوسيكا أميرة وادي الرياح 1984 وقلعة في السماء 1986 بدأ مايازاكي بإخراج جاري توتورو لاستديو جيبلي، في نفس الوقت الذي كان يعمل فيه تاكاهاتا على إخراج فيلم قبر اليراعات المضيئة. قام المنتج ياسويوشي توكوما بتمويل فيلم مايازاكي وكلا الفيلمين جاري توتورو وقبر اليراعات أطلقا سنة 1988.

## رأي النقاد
«جاري توتورو» يعتبر واحداً من أفضل أفلام الأنمي في كل العصور، فقد وصفه الناقد السينمائي روجر إيبرت «أنه فيلم أطفال صنع من أجل العالم الذي يجب أن نعيش فيه بدلا من العالم الذي نحن نعيشه، إنه فيلم بلا أشرار، وبلا مشاهد عنف، ولا شر الكبار، ولا مشاجرات بين الطفلين، ولا وحوش مخيفة، ولا ظلام قبل الفجر، إنه عالم حميد، عالم إذا التقيت فيه مخلوقاً غريباً وضخماً في الغابة، تقفز فوق بطنه وتأخذ قيلولة».

## روابط خارجية
- جاري توتورو على موقع IMDb (الإنجليزية)
- جاري توتورو على موقع ميتاكريتيك (الإنجليزية)
- جاري توتورو على موقع الموسوعة البريطانية (الإنجليزية)
- جاري توتورو على موقع روتن توميتوز (الإنجليزية)
- جاري توتورو على موقع نتفليكس (الإنجليزية)
- جاري توتورو على موقع قاعدة بيانات الأفلام العربية
- جاري توتورو على موقع ألو سيني (الفرنسية)
- جاري توتورو على موقع Turner Classic Movies (الإنجليزية)
- جاري توتورو على موقع أول موفي (الإنجليزية)
- جاري توتورو على موقع فيلمافينيتي (الإسبانية)